# 興禅寺 (尼崎市)
興禅寺（こうぜんじ）は、兵庫県尼崎市にある唯一の臨済宗妙心寺派の寺院。付近の伊丹、宝塚地域にも、臨済宗妙心寺派寺院は無く、この地域において貴重な禅 臨済宗寺院である。
山号は護国山。本尊は釈迦如来。
市内で唯一の臨済宗妙心寺派寺院である。
現在の住職は、早稲田大学の教員であり、情報科学の研究者でもある。 
さらに、宗教哲学(倫理)の研究者でもある。 
主な研究は、「ICTを活用した坐禅の遠隔教育」
ドクター和尚としても有名である。(博士)Ph.D.(早稲田大学)

## 歴史
建久元年（1190年）日本での臨済宗祖の栄西が開山したとされる。
山号は栄西の『興禅護国論』にちなんで「護国山」である。
足利義満を赤子の頃に興禅寺でかくまったとされている。
中興開山は、元禄年間（1688年 - 1704年）の盤珪である。
江戸時代までは、建仁寺派寺院であった。

## 建築物
本堂は桁行8軒の入母屋造りで、禅宗の方丈形式という型をとられている。
山門横に配置する二階建ての建物は観音堂（会館）であり、書籍「千光燦々 栄西の道」で紹介されている興禅寺の本堂の説明は誤りである。本堂は木造平屋で、観音堂の奥にあり、さらに奥に書院、開山堂、経蔵を備える。

## 文化財
- 達磨大師座像 （木像・興禅寺本堂）
- 盤珪国師頂相（興禅寺開山堂）
- 栄西禅師坐像（興禅寺開山堂）